# Adinda conglobator
Adinda conglobator là một loài chân đều trong họ Scleropactidae. Loài này được Budde-Lund miêu tả khoa học năm 1902.